# 迪特马尔·施瓦茨
迪特马尔·施瓦茨（德語：Dietmar Schwarz，1947年7月30日—），德国男子赛艇运动员。他曾代表东德参加1972年夏季奥林匹克运动会赛艇比赛，获得男子八人单桨有舵手铜牌。